# Gul Mohammed
Gul Mohammed (New Delhi, 15. veljače 1957. – New Delhi, 1. listopada 1997.), po Guinnessovoj knjizi rekorda najniži odrasli čovjek ikada (čija je visina zabilježena). Bio je visok samo 57 cm, te težak 17 kg. Umro je u 41. godini života nakon dugotrajne borbe s astmom i bronhitisom te zbog dišnih komplikacija stečenih teškom ovisnošću o pušenju.